# Jovan Ristić
Jovan Ristić (v srbské cyrilici Јован Ристић, 16. ledna 1831 Kragujevac – 23. srpna 4. září 1899, Bělehrad) byl významným srbským politikem druhé poloviny 19. století; vůdčí osobností liberálního proudu v srbské politice a celkem třikrát předseda vlády, dvakrát regentem neplnoletých následníků srbského trůnu.

## Biografie
Jovan se narodil do chudé rodiny v Kragujevaci. Jeho otec brzy zemřel. Sám Jovan byl úspěšným žákem na základní škole, později studoval na střední škole v Bělehradě. Tam se stal členem organizace Družina mladeži srpske, což byl částečně politický spolek, který se inspiroval událostmi roku 1848. Na Bělehradském Lyceu ukončil svá studia v roce 1852. Bylo mu nabídnuto, aby studoval teologii v Rusku, nicméně nabídku odmítl. Naopak odešel studovat do Berlína a později Heidelbergu, nakonec do pařížské Sorbonny. Pro Ristiće byl formující především pobyt v Německu, který určil jeho pohled na fungování byrokracie; svojí politiku později orientoval podle pruského vzoru.[zdroj?]
Od roku 1854 pracoval na srbském Ministerstvu vnitra, které řídil jeden z ustavobranitelů – Ilija Garašanin. Později se oženil s dcerou nejbohatšího obchodníka v Bělehradu, Hadži Tomou. Díky tomu získal přístup k bohatým podnikatelským kruhům, které byly napojeny na vládnoucí dynastii Obrenovićů.
K vysoké politice se dostal Ristić po roce 1861, kdy se stal srbským zástupcem v Istanbulu. Ristić zastupoval knížectví při jednání s Turky v roce 1861, kde se ukázal jako schopný vyjednávač. Jako ministr zahraničí Srbska se pokoušel vyjednat protiturecký spolek s Řeckem. Jeho úspěch mu vynesl nominaci na post ministra zahraničí, který získal po svém návratu do Bělehradu po skončených jednáních.
V polovině 70. let 19. století podporoval expanzivní politiku Srbska v jihovýchodní Evropě. Srbsko se mělo stát vůdčím státem na Balkáně, který by spojil všechny jižní Slovany. Podporoval proto několik konfliktů s Osmanskou říší, které pro Srbsko skončily příznivě a země získala nové území na východě a na jihu.[zdroj?]
Známější a mnohem podstatnější však byla jeho úloha na Berlínském kongresu, kde byla Srbsku přiznána nezávislost na Osmanské říši. Následně však výměnou za ni muselo Srbsko přijmout řadu nepříliš výhodných smluv, které vedly nakonec k pádu Ristićovy vlády. Některé z nich byly dokonce tajné a nevěděl o nich nikdo jiný, kromě samotného premiéra a krále.
Jako předseda několika vlád a zároveň regent býval často v pozici nejmocnější osoby v zemi. Kromě politiky se také zabýval historií.